# Dryptosaurus
A Dryptosaurus (jelentése 'szaggató gyík') egy kezdetleges húsevő dinoszaurusznem, amely Észak-Amerika keleti részén élt a késő kréta időszak maastrichti korszakában. Az állat látható Charles R. Knight híres festményén, miáltal az egyik legismertebb dinoszaurusszá vált, annak ellenére, hogy csak töredékes maradványok alapján ismert.

## Anatómia
A Dryptosaurus hossza 7,5 méter, a tömege pedig 1,5 tonna körül lehetett. Rokonához az Eotyrannushoz hasonlóan aránylag hosszú, három ujjban végződő kezekkel rendelkezett, ujjai pedig 20,3 centiméteres karmokkal voltak ellátva. Típusfaja e karmok alapján kapta az aquilunguis nevet, melynek jelentése 'saskarmú'.

## Felfedezés

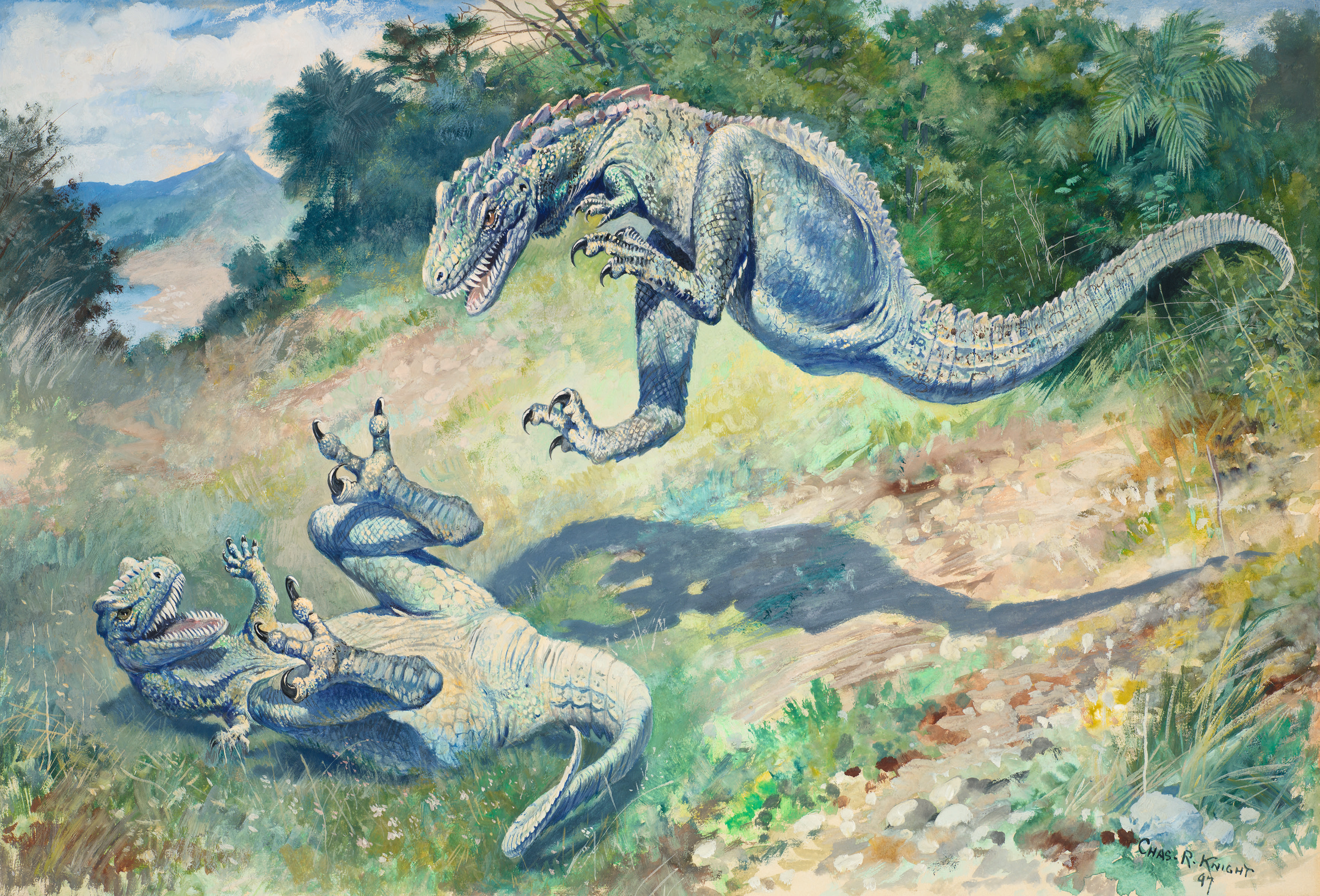
Charles R. Knight 1896-ban készült festménye a két harcoló Dryptosaurus aquilunguisről

1866-ban egy New Jersey-i kőfejtő munkásai egy hiányos példányt (az ANSP 9995 jelzésű leletet) fedeztek fel. E.D. Cope leírást készített a maradványokról, és a lénynek a „Laelaps”, azaz 'viharos szél' nevet adta (a görög mitológiából ismert kutyára utalva, amely sosem hibázta el a zsákmányát). A „Laelaps” lett az elsőként leírt Észak-Amerikából származó dinoszaurusz (utána következett a Hadrosaurus, az Aublysodon és a Trachodon). A felfedezése után derült ki, hogy a „Laelaps” nevet már lefoglalták egy atkanem számára, ezért Cope riválisa O.C. Marsh a nevet 1877-ben Dryptosaurusra változtatta.

## Osztályozás

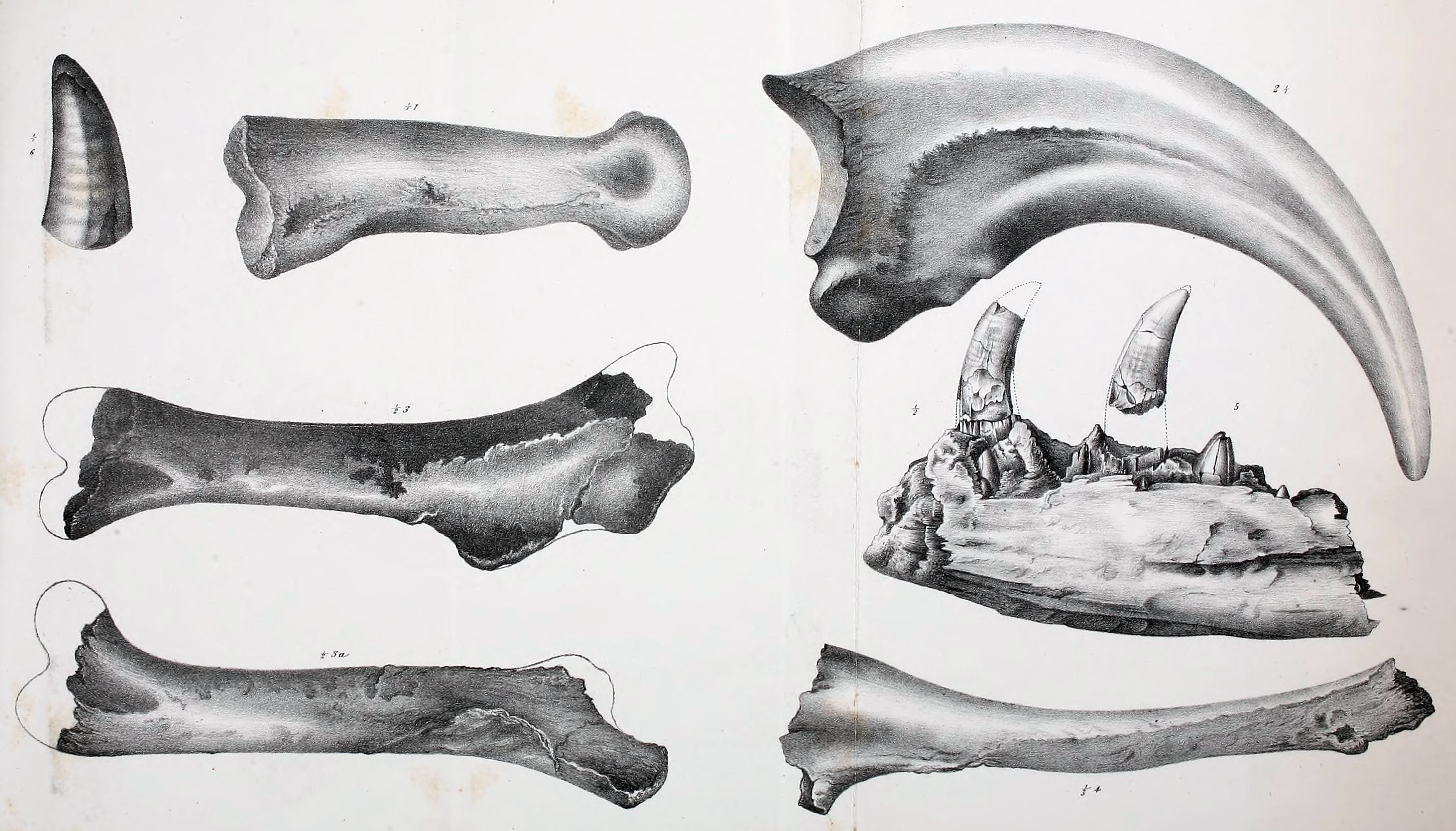
A Dryptosaurus aquilunguis fosszilis maradványairól készült illusztráció

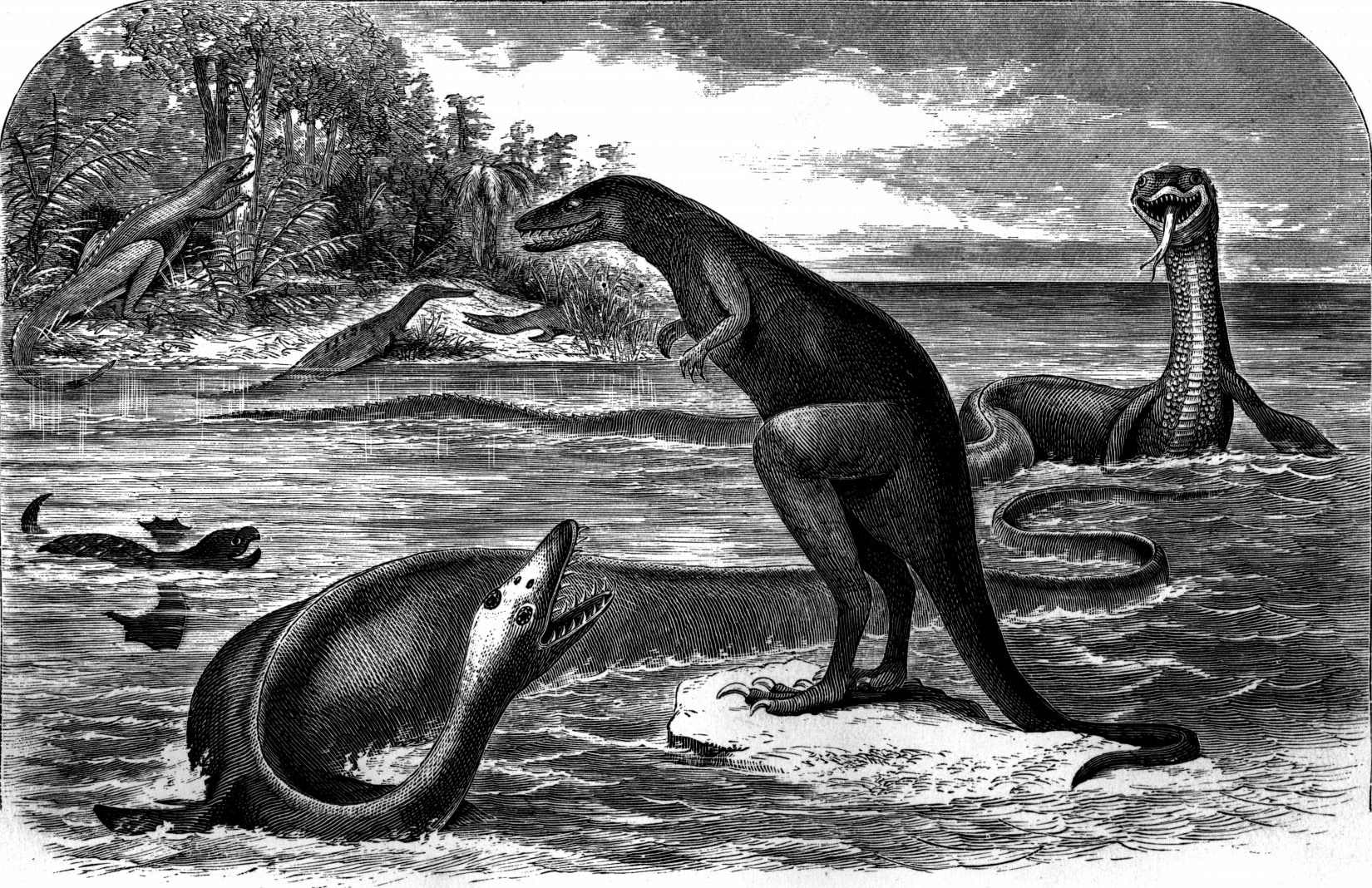
Egy Cope által 1869-ben készített elavult illusztráció, melyen a Dryptosaurus az Elasmosaurusszal szemben áll, a háttérben pedig két Hadrosaurus látható

Az Appalachiosaurus felfedezését megelőzően több különböző theropodacsaládba is besorolták. Cope eredetileg úgy ítélte meg, hogy egy megalosaurida volt, Marsh pedig saját családot hozott létre a számára (Dryptosauridae néven), később azonban (az 1990-es években elvégzett filogenetikus vizsgálat alapján) úgy találták, hogy a coelurosaurusok közé tartozott, a csoporton belüli pontos elhelyezkedése viszont tisztázatlan maradt. A közeli rokonságába tartozó (és jóval teljesebb) Appalachiosaurus megtalálása nyilvánvalóvá tette, hogy a Dryptosaurus egy kezdetleges tyrannosauroidea volt.
A Dryptosaurushoz tartozó fosszilis anyagot Ken Carpenter 1997-ben áttekintette a Cope ideje óta felfedezett számos különböző theropoda tükrében. Úgy érezte, hogy egyes szokatlan jellemzői miatt egyetlen meglevő családba sem illik bele, ezért indokolt a számára létrehozott Dryptosauridae családba történő elhelyezése. Az Appalachiosaurus felfedezése előtt a Dryptosaurus volt az egyetlen Észak-Amerika keleti részéről származó nagy méretű húsevő.

## Ősökológia
Habár egyértelműen húsevő volt, a keleti parton felfedezett kréta időszaki dinoszauruszok csekély száma miatt nehezen állapítható meg, hogy a Dryptosaurus pontosan mivel táplálkozott. A Hadrosaurus és rokonai maradványai szintén megtalálhatók New Jersey területén, így talán ezek az állatok a főbb zsákmányai közé tartozhattak. A hadrosauridák mellett, a nodosauridák is jelen voltak a környéken, de a páncélzatuk miatt kisebb a valószínűsége annak, hogy ezek az állatok célponttá válhattak.

## Fordítás
- Ez a szócikk részben vagy egészben  a   Dryptosaurus című angol Wikipédia-szócikk ezen változatának fordításán alapul.  Az eredeti cikk szerkesztőit annak laptörténete sorolja fel. Ez a jelzés csupán a megfogalmazás eredetét és a szerzői jogokat jelzi, nem szolgál a cikkben szereplő információk forrásmegjelöléseként.